# Protocooperazione
La protocooperazione è una interazione biologica nella quale due organismi o popolazioni beneficiano mutuamente (+/+), ma questa condizione non è essenziale per la vita di entrambi, poiché possono vivere anche separati. Questa interazione può accadere perfino fra differenti regni come è il caso degli animali impollinatori. Tra questi troviamo insetti (soprattutto imenotteri e ditteri), uccelli e pipistrelli, che permettono la riproduzione delle angiosperme. Gli animali ci guadagnano nutrimento, mentre la pianta ci guadagna l'impollinazione. Abbiamo anche la dispersione di sementi, grazie ad esempio alla volpe volante.